# Stazione di Castelfranco Veneto
Stazione di Castelfranco Veneto vasútállomás Olaszországban, Veneto régióban, Castelfranco Veneto településen.

## Vasútvonalak
Az állomást az alábbi vasútvonalak érintik:
- Montebelluna-Camposampiero-vasútvonal
- Trento–Velence-vasútvonal
- Vicenza-Treviso-vasútvonal

## Kapcsolódó állomások
A vasútállomáshoz az alábbi állomások vannak a legközelebb: 
- Stazione di Camposampiero (nincs, Montebelluna-Camposampiero-vasútvonal)
- Stazione di Fanzolo (Stazione di Montebelluna, Montebelluna-Camposampiero-vasútvonal)
- Stazione di Resana (Stazione di Venezia Santa Lucia, Trento–Velence-vasútvonal)
- Stazione di Albaredo (Stazione di Treviso Centrale, Vicenza-Treviso-vasútvonal)
- Stazione di San Martino di Lupari (Stazione di Vicenza, Vicenza-Treviso-vasútvonal)
- Stazione di Castello di Godego (Stazione di Trento, Trento–Velence-vasútvonal)